# Melodifestivalen 2013
Das Melodifestivalen 2013 war der schwedische Vorentscheid für den Eurovision Song Contest 2013 in Malmö (Schweden). Es war die 53. Ausgabe des von der schwedischen Rundfunkanstalt SVT veranstalteten Wettbewerbs. Insgesamt dauerte der Wettbewerb vom 2. Februar 2013 bis zum 9. März 2013 an.
Gewonnen wurde der Wettbewerb von Robin Stjernberg mit seinem Lied You, welches von Stjernberg selbst, Linnea Deb, Joy Deb und Joakim Harestad Haukaa geschrieben wurde. Ungewöhnlich war, dass Stjernberg den Wettbewerb gewinnen konnte, wobei er erst die zweite Runde Andra Chansen überstehen musste, bevor er das Finale erreichen konnte. Es war damit das erste Mal, dass ein Teilnehmer von Andra Chansen das Melodifestivalen gewinnen konnte.

## Format

### Konzept
Zum zwölften Mal fanden die Halbfinals an verschiedenen Orten Schwedens statt. Es traten 32 Beiträge an, die auf vier Halbfinals verteilt wurden, sodass jeweils acht Beiträge pro Halbfinale vorgestellt wurden. Die Zuschauer entschieden in zwei Abstimmungsrunden, wer sich für das Finale qualifizierte und wer in der Andra Chansen (dt.: Zweite Chance) nochmals antreten durfte. In jedem Halbfinale qualifizierten sich die ersten beiden Beiträge mit den meisten Zuschauerstimmen direkt für das Finale. Diejenigen Beiträge, die Platz drei und vier belegten, traten ein zweites Mal in der Sendung Andra Chansen auf.
Andra Chansen erhielt 2013 allerdings ein neues Format. Nun traten die Teilnehmer erneut in zwei Abstimmungsrunden gegeneinander an. Nach einer ersten Abstimmungsrunde wurden zwei Duelle festgelegt. Der Sieger des jeweiligen Duells durfte dann ins Finale einziehen.
Im Finale, welches erstmals seit 2002 nicht im Ericsson Globe in Stockholm stattfand, sondern in der neu erbauten Friends Arena, die sich ebenfalls in Stockholm befindet, traten somit zehn Teilnehmer auf.

### Sendungen
| Göteborg |

| Malmö |

| Karlskrona |

| Skellefteå |

| Karlstad |

| Stockholm |

| Sendung       | Sendedatum       | Stadt      | Austragungsort           | Zuschauer  | Zuschauerstimmen (Televoting & SMS) |
| ------------- | ---------------- | ---------- | ------------------------ | ---------- | ----------------------------------- |
| Deltävling 1  | 02. Februar 2013 | Karlskrona | Telenor Arena Karlskrona | 3.605.000  | 0329.695                            |
| Deltävling 2  | 09. Februar 2013 | Göteborg   | Scandinavium             | 3.705.000  | 0458.516                            |
| Deltävling 3  | 16. Februar 2013 | Skellefteå | Skellefteå Kraft Arena   | 3.552.000  | 0419.319                            |
| Deltävling 4  | 23. Februar 2013 | Malmö      | Malmö Arena              | 3.556.000  | 0469.106                            |
| Andra Chansen | 02. März 2013    | Karlstad   | Löftbergs Lila Arena     | 3.248.000  | 0900.898                            |
| Finalen       | 09. März 2013    | Stockholm  | Friends Arena            | 4.130.000  | 1.644.628                           |
| Gesamt        | Gesamt           | Gesamt     | Gesamt                   | 21.796.000 | 4.222.162                           |

## Halbfinale

### Erstes Halbfinale

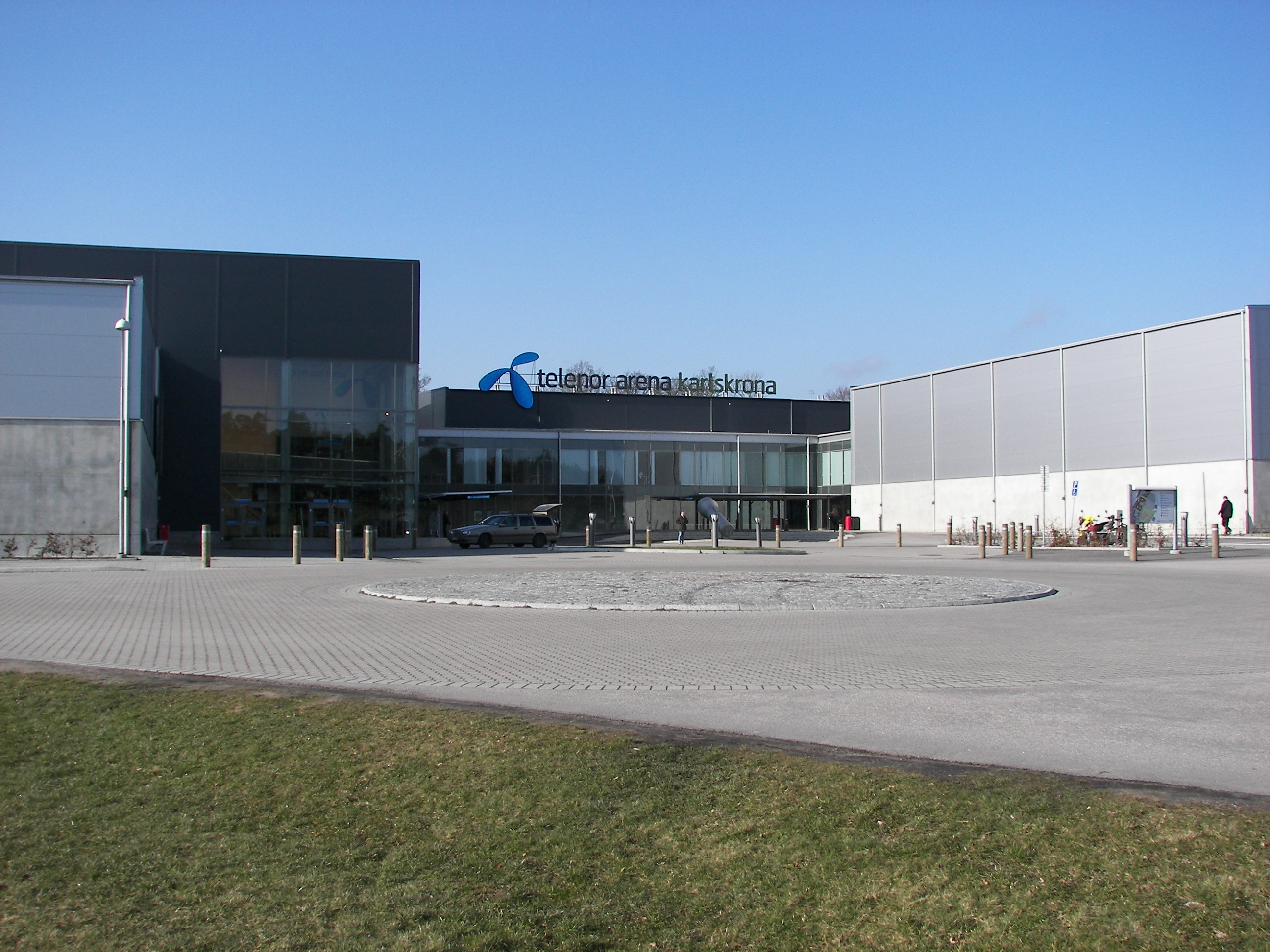
Telenor Arena Karlskrona

Das erste Halbfinale (Deltävling 1) fand am 2. Februar 2013, 20:00 Uhr (MEZ) in der Telenor Arena Karlskrona in Karlskrona statt.
| Platz | Startnr. | Interpret              | Lied Musik (M) und Text (T) | Sprache    | Übersetzung (Inoffiziell)    | Zuschauerstimmen | Zuschauerstimmen | Zuschauerstimmen | Zuschauerstimmen |
| Platz | Startnr. | Interpret              | Lied Musik (M) und Text (T) | Sprache    | Übersetzung (Inoffiziell)    | Runde 1          | Runde 2          | Gesamt           | %                |
| ----- | -------- | ---------------------- | --- | ---------- | ---------------------------- | ---------------- | ---------------- | ---------------- | ---------------- |
| 1.    | 6        | YOHIO                  | Heartbreak Hotel M: Johan Fransson, Tobias Lundgren, Tim Larsson, Henrik Göranson; T: Yohio, Johan Fransson, Tobias Lundgren, Tim Larsson, Henrik Göranson | Englisch   | Herzbrechendes Hotel         | 76.905           | 78.211           | 155.116          | 34,92 %          |
| 2.    | 1        | David Lindgren         | Skyline M/T: Fernando Fuentes, Henrik Nordenback, Christian Fast                                                                                           | Englisch   | Horizont                     | 37.392           | 28.724           | 066.116          | 20,05 %          |
| 3.    | 2        | Cookies 'N' Beans      | Burning Flags M/T: Fredrik Kempe | Englisch   | Brennende Flaggen            | 16.246           | 14.193           | 030.439          | 09,23 %          |
| 4.    | 5        | Eric Gadd              | Vi kommer aldrig att förlora M/T: Eric Gadd, Thomas Stenström, Jacob Olofsson                                                                              | Schwedisch | Wir werden niemals verlieren | 12.881           | 14.047           | 026.928          | 08,17 %          |
| 5.    | 4        | Mary N'diaye           | Gosa M/T: Johan Åsgärde, Mattias Frändå, Mary N’diaye | Schwedisch | Kuscheln                     | 12.997           | 10.439           | 023.436          | 07,11 %          |
| 6.    | 8        | Michael Feiner & Caisa | We're Still Kids M/T: Michael Feiner, Caisa Ahlroth | Englisch   | Wir sind immer noch Kinder   | 12.098           | –                | 012.098          | 03,67 %          |
| 7.    | 7        | Anna Järvinen          | Porslin M: Björn Olsson; T: Martin Elisson | Schwedisch | Porzellan                    | 08.689           | –                | 08.689           | 02,63 %          |
| 8.    | 3        | Jay-Jay Johanson       | Paris M/T: Jay-Jay Johanson | Englisch   | Paris                        | 05.526           | –                | 05.526           | 01,68 %          |

 Kandidat hat sich für das Finale qualifiziert.
 Kandidat hat sich für die Andra Chansen qualifiziert.

### Zweites Halbfinale

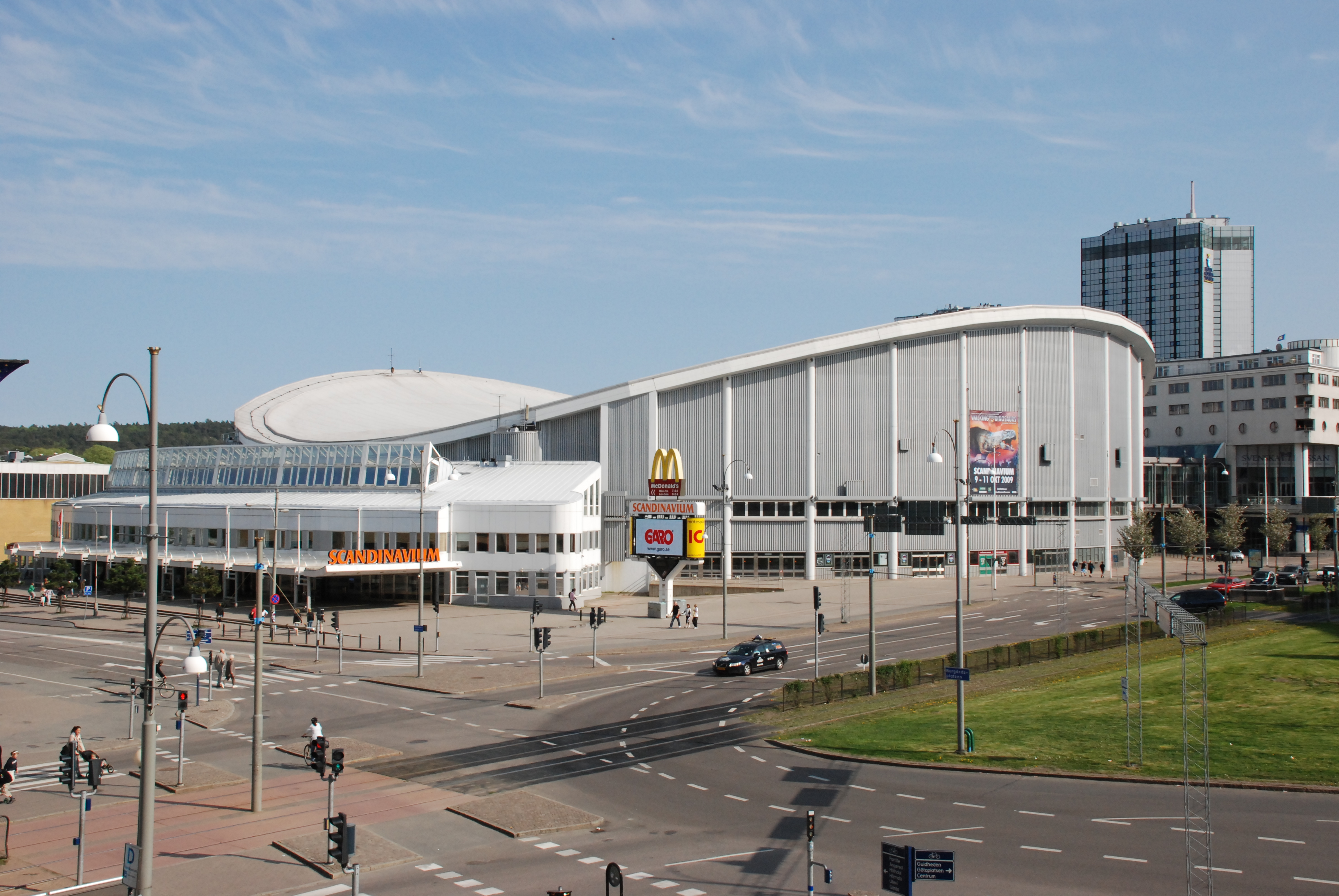
Scandinavium

Das zweite Halbfinale (Deltävling 2) fand am 9. Februar 2013, 20:00 Uhr (MEZ) im Scandinavium in Göteborg statt.
| Platz | Startnr. | Interpret                    | Lied Musik (M) und Text (T)                                                               | Sprache    | Übersetzung (Inoffiziell)          | Zuschauerstimmen (Televoting, SMS & App) | Zuschauerstimmen (Televoting, SMS & App) | Zuschauerstimmen (Televoting, SMS & App) | Zuschauerstimmen (Televoting, SMS & App) |
| Platz | Startnr. | Interpret                    | Lied Musik (M) und Text (T)                                                               | Sprache    | Übersetzung (Inoffiziell)          | Runde 1                                  | Runde 2                                  | Gesamt                                   | %                                        |
| ----- | -------- | ---------------------------- | ----------------------------------------------------------------------------------------- | ---------- | ---------------------------------- | ---------------------------------------- | ---------------------------------------- | ---------------------------------------- | ---------------------------------------- |
| 1.    | 8        | Sean Banan                   | Copacabanana M/T: Ola Lindholm, Sean Samadi (Sean Banan), Hans Blomberg, Joakim Larsson   | Schwedisch | —                                  | 79.428                                   | 64.314                                   | 143.724                                  | 31,34 %                                  |
| 2.    | 6        | Louise Hoffsten              | Only The Dead Fish Follows The Stream M/T: Louise Hoffsten, Sandra Bjurman, Stefan Örn    | Englisch   | Nur der tote Fisch folgt dem Strom | 33.074                                   | 50.947                                   | 084.021                                  | 18,32 %                                  |
| 3.    | 1        | Anton Ewald                  | Begging M/T: Fredrik Kempe, Anton Malmberg Hård af Segerstad                              | Englisch   | Betteln                            | 33.436                                   | 37.049                                   | 070.516                                  | 15,38 %                                  |
| 4.    | 5        | Erik Segerstedt & Tone Damli | Hello Goodbye M/T: Robin Fredriksson, Mattias Larsson, Måns Zelmerlöw                     | Englisch   | Hallo Abschied                     | 30.295                                   | 40.107                                   | 070.402                                  | 15,35 %                                  |
| 5.    | 2        | Felicia Olsson               | Make Me No 1 M/T: Henrik Wikström, Ingela „Pling“ Forsman, Amir Aly, Maria Haukaas Mittet | Englisch   | Mach mich zur Nummer eins          | 19.559                                   | 35.490                                   | 055.049                                  | 12,01 %                                  |
| 6.    | 4        | Swedish House Wives          | On Top Of The World M/T: Peter Boström, Thomas G:son                                      | Englisch   | Auf dem Gipfel der Welt            | 17.172                                   | –                                        | 017.172                                  | 03,74 %                                  |
| 7.    | 7        | Rikard Wolff                 | En förlorad sommar M/T: Tomas Andersson Wij                                               | Schwedisch | Ein verlorener Sommer              | 07.785                                   | –                                        | 07.785                                   | 01,70 %                                  |
| 8.    | 3        | Joacim Cans                  | Annelie M/T: Joacim Cans                                                                  | Schwedisch | —                                  | 07.069                                   | –                                        | 07.069                                   | 01,54 %                                  |

 Kandidat hat sich für das Finale qualifiziert.
 Kandidat hat sich für die Andra Chansen qualifiziert.

### Drittes Halbfinale

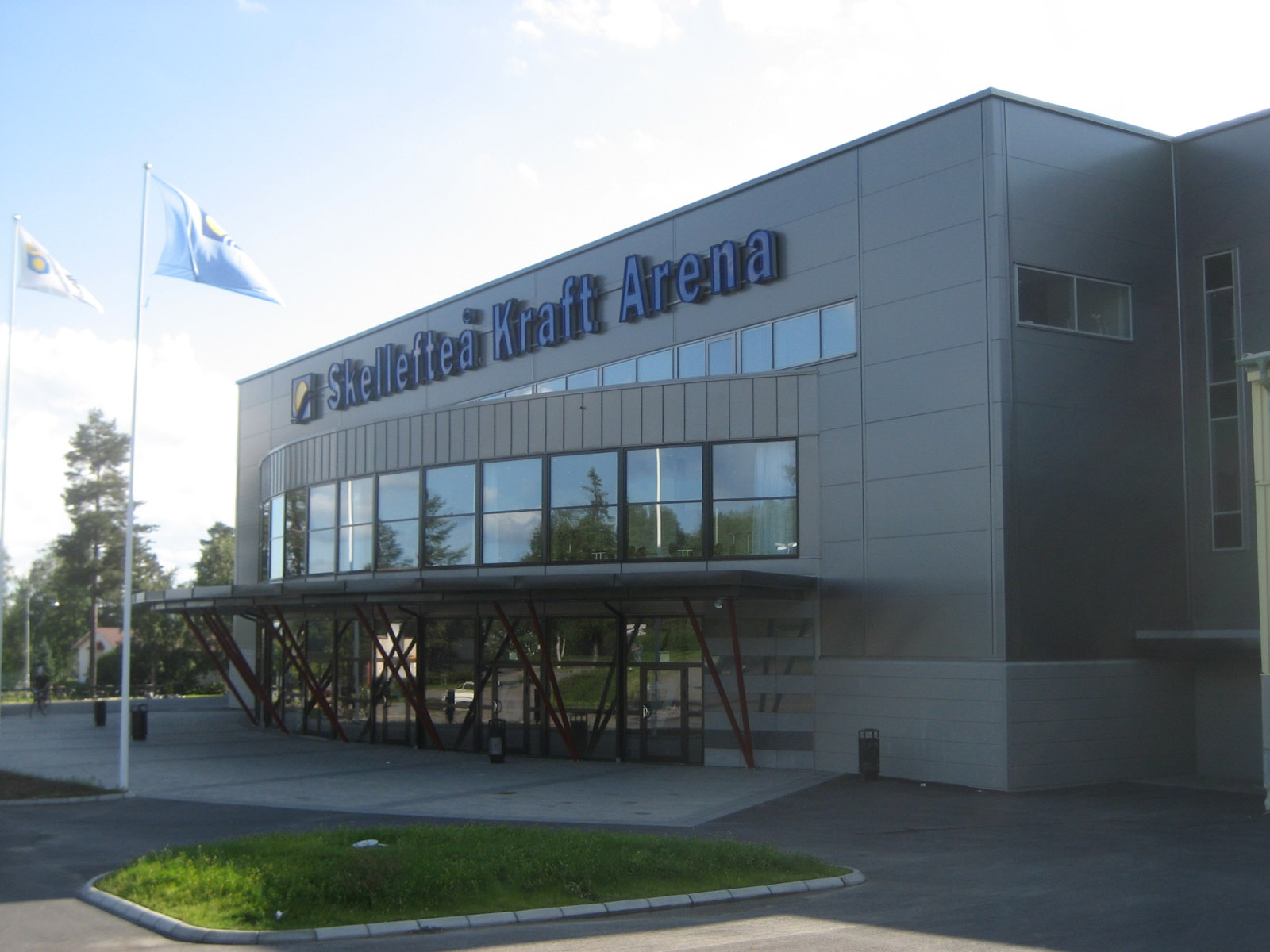
Skellefteå Kraft Arena

Das dritte Halbfinale (Deltävling 3) fand am 16. Februar 2013, 20:00 Uhr (MEZ) in der Skellefteå Kraft Arena in Skellefteå statt.
| Platz | Startnr. | Interpret          | Lied Musik (M) und Text (T)                                                   | Sprache    | Übersetzung (Inoffiziell)    | Zuschauerstimmen (Televoting, SMS & App) | Zuschauerstimmen (Televoting, SMS & App) | Zuschauerstimmen (Televoting, SMS & App) | Zuschauerstimmen (Televoting, SMS & App) |
| Platz | Startnr. | Interpret          | Lied Musik (M) und Text (T)                                                   | Sprache    | Übersetzung (Inoffiziell)    | Runde 1                                  | Runde 2                                  | Gesamt                                   | %                                        |
| ----- | -------- | ------------------ | ----------------------------------------------------------------------------- | ---------- | ---------------------------- | ---------------------------------------- | ---------------------------------------- | ---------------------------------------- | ---------------------------------------- |
| 1.    | 3        | Ravaillacz         | En riktig jävla schlager M/T: Kjell Jennstig, Leif Goldkuhl, Henrik Dorsin    | Schwedisch | Ein richtig schöner Schlager | 52.275                                   | 57.980                                   | 111.255                                  | 26,53 %                                  |
| 2.    | 7        | State of Drama     | Falling‘ M/T: Göran Werner, Sebastian Hallifax, Emil Gullhamn, James Hallifax | Englisch   | Fallen                       | 40.803                                   | 39.256                                   | 080.059                                  | 19,09 %                                  |
| 3.    | 5        | Martin Rolinski    | In And Out Of Love M/T: Thomas G:son, Andreas Rickstrand                      | Englisch   | In und aus der Liebe         | 29.246                                   | 41.780                                   | 071.026                                  | 16,94 %                                  |
| 4.    | 6        | Caroline af Ugglas | Hon har inte M/T: Caroline af Ugglas, Heinz Liljedahl                         | Schwedisch | Sie hat nicht                | 29.450                                   | 29.114                                   | 058.594                                  | 13,97 %                                  |
| 5.    | 8        | Janet Leon         | Heartstrings M/T: Fredrik Kempe, Anton Malmberg Hård af Segerstad             | Englisch   | Herzstreicher                | 22.348                                   | 27.903                                   | 050.251                                  | 11,98 %                                  |
| 6.    | 1        | Eddie Razaz        | Alibi M/T: Thomas G:son, Peter Boström                                        | Englisch   | Alibi                        | 19.476                                   | –                                        | 019.476                                  | 04,64 %                                  |
| 7.    | 4        | Amanda Fondell     | Dumb M/T: Freja Blomberg, Fredrik Samsson                                     | Englisch   | Dumm                         | 18.488                                   | –                                        | 018.488                                  | 04,41 %                                  |
| 8.    | 2        | Elin Petersson     | Island M/T: Elin Petersson                                                    | Englisch   | Insel                        | 07.494                                   | –                                        | 07.494                                   | 01,79 %                                  |

 Kandidat hat sich für das Finale qualifiziert.
 Kandidat hat sich für die Andra Chansen qualifiziert.

### Viertes Halbfinale

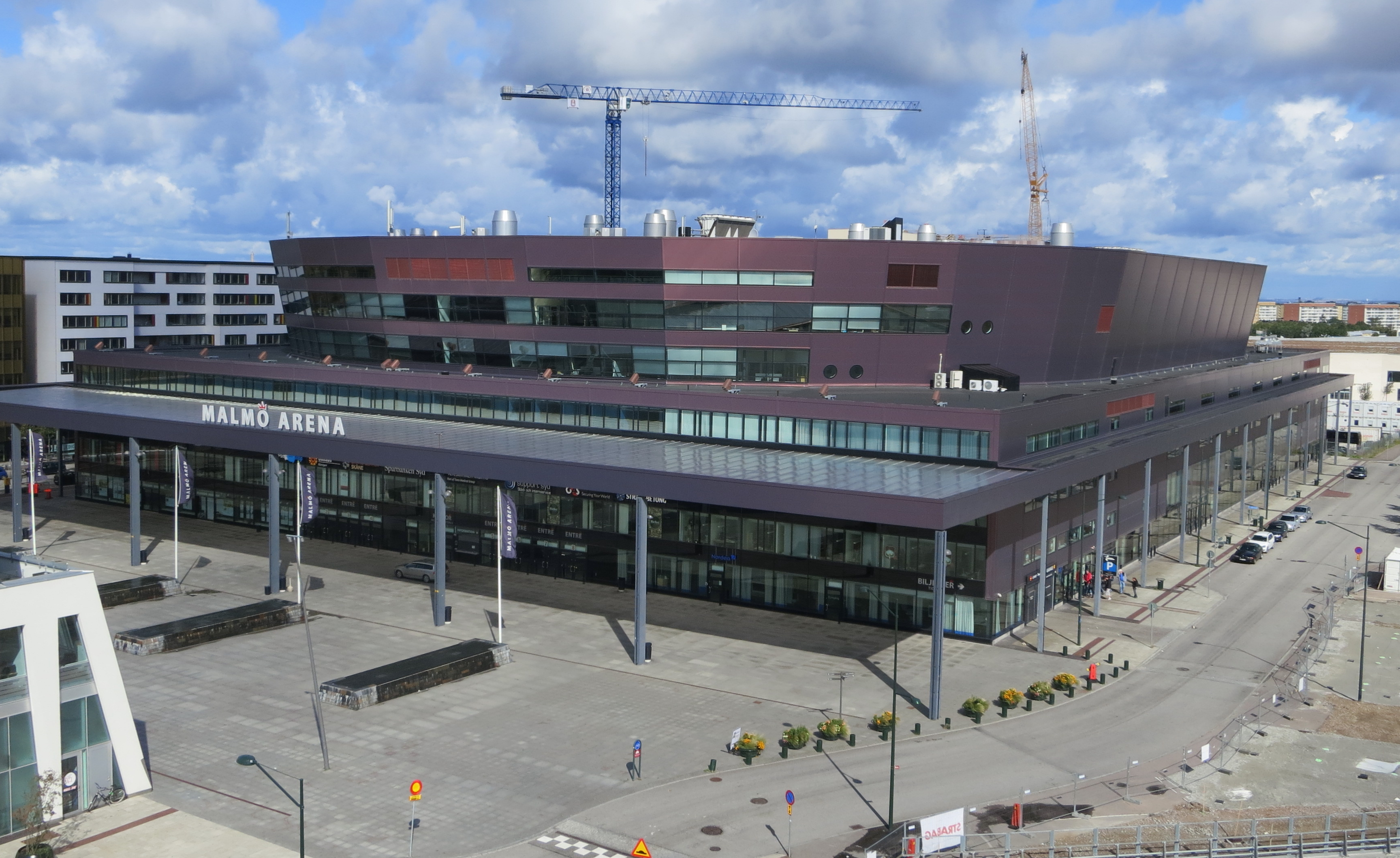
Malmö Arena

Das vierte Halbfinale (Deltävling 4) fand am 23. Februar 2013, 20:00 Uhr (MEZ) in der Malmö Arena in Malmö statt.
| Platz | Startnr. | Interpret         | Lied Musik (M) und Text (T)                                                                    | Sprache                           | Übersetzung (Inoffiziell) | Zuschauerstimmen (Televoting, SMS & App) | Zuschauerstimmen (Televoting, SMS & App) | Zuschauerstimmen (Televoting, SMS & App) | Zuschauerstimmen (Televoting, SMS & App) |
| Platz | Startnr. | Interpret         | Lied Musik (M) und Text (T)                                                                    | Sprache                           | Übersetzung (Inoffiziell) | Runde 1                                  | Runde 2                                  | Gesamt                                   | %                                        |
| ----- | -------- | ----------------- | ---------------------------------------------------------------------------------------------- | --------------------------------- | ------------------------- | ---------------------------------------- | ---------------------------------------- | ---------------------------------------- | ---------------------------------------- |
| 1.    | 8        | Ulrik Munther     | Tell The World I'm Here M/T: Thomas G:son, Peter Boström, Ulrik Munther                        | Englisch                          | Sag der Welt ich bin hier | 70.204                                   | 58.160                                   | 128.364                                  | 27,36 %                                  |
| 2.    | 5        | Ralf Gyllenhammar | Bed On Fire M/T: Ralf Gyllenhammar, David Wilhelmsson                                          | Englisch                          | Brennendes Bett           | 43.609                                   | 49.616                                   | 093.225                                  | 21,15 %                                  |
| 3.    | 3        | Robin Stjernberg  | You M/T: Linnea Deb, Joy Deb, Joakim Harestad Haukaas, Robin Stjernberg                        | Englisch                          | Du                        | 34.562                                   | 43.204                                   | 077.766                                  | 16,58 %                                  |
| 4.    | 6        | Behrang Miri      | Jalla Dansa Sawa M/T: Behrang Miri, Anderz Wrethov, Firas Razak Tuma, Tacfarinas Yamoun        | Schwedisch, Französisch, Arabisch | Steh auf und tanze        | 31.761                                   | 38.459                                   | 070.220                                  | 14,97 %                                  |
| 5.    | 7        | Terese Fredenwall | Breaking the Silence M/T: Terese Fredenwall, Simon Petrén                                      | Englisch                          | Breche die Stille         | 25.163                                   | 32.329                                   | 057.492                                  | 12,26 %                                  |
| 6.    | 1        | Army of Lovers    | Rockin' the Ride M/T: Alexander Bard, Henrik Wikström, Per QX, Andreas Öhrn, Jean-Pierre Barda | Englisch                          | Den Weg rocken            | 16.687                                   | –                                        | 016.687                                  | 03,56 %                                  |
| 7.    | 5        | Sylvia Vrethammar | Trivialitet M/T: Thomas G:son, Calle Kindbom, Mats Tärnfors                                    | Schwedisch                        | Trivialität               | 13.609                                   | –                                        | 013.609                                  | 02,90 %                                  |
| 8.    | 2        | Lucia Piñera      | Must Be Love M/T: Peter Kvint, Jonas Myrin                                                     | Englisch                          | Muss Liebe sein           | 09.219                                   | –                                        | 09.219                                   | 01,96 %                                  |

 Kandidat hat sich für das Finale qualifiziert.
 Kandidat hat sich für die Andra Chansen qualifiziert.

## Andra Chansen

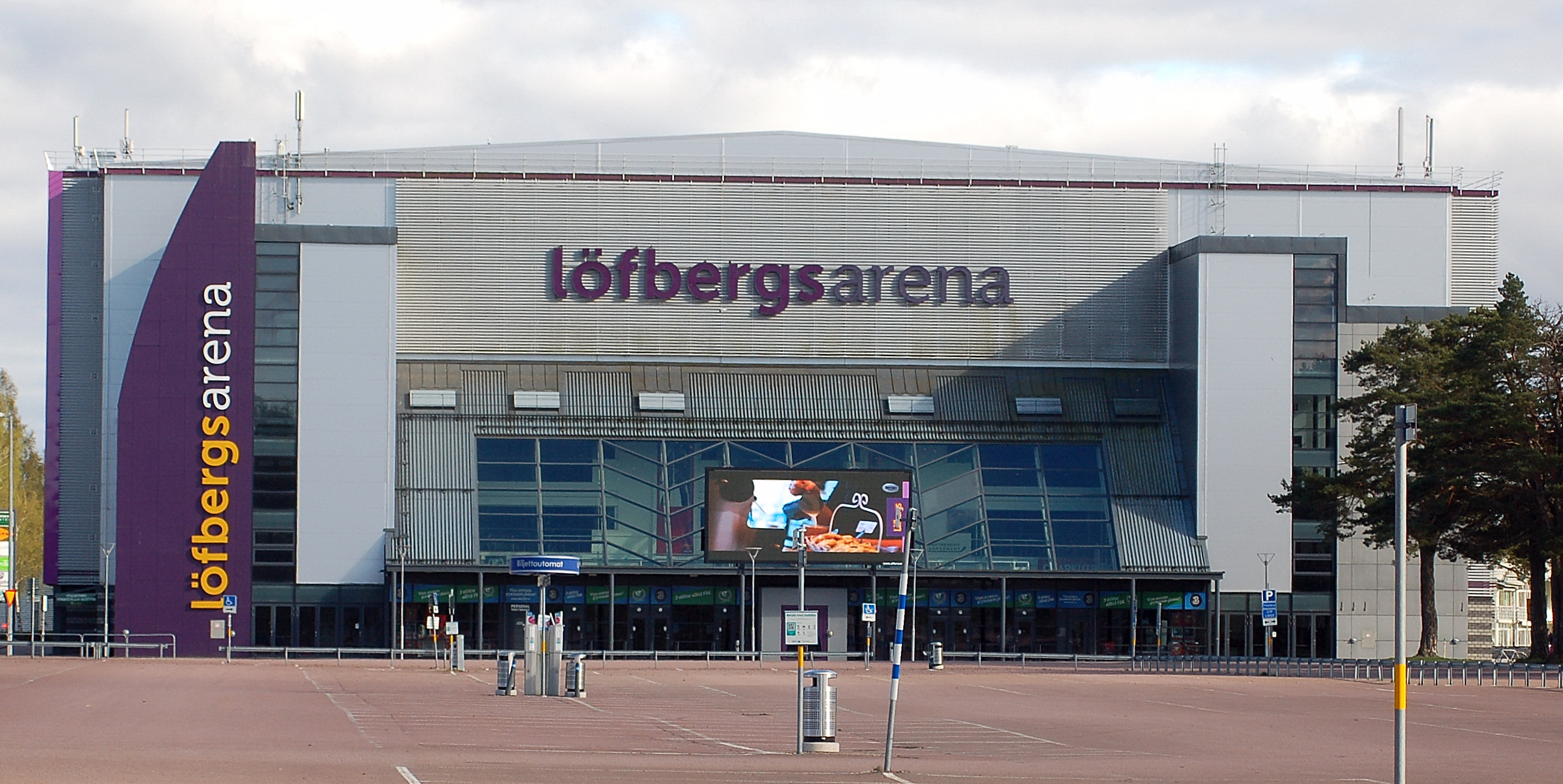
Löfbergs Lila Arena

Die Zweite-Runde (Andra Chansen) fand am 2. März 2013 um 20:00 Uhr (MEZ) in der Löftbergs Lila Arena in Karlstad statt.
Nach zwei Abstimmungsrunden standen vier Teilnehmer fest, die auf zwei Duelle aufgeteilt wurden. Die jeweiligen Sieger dieser Duelle qualifizierten sich für das Finale.
| Platz | Startnr. | Interpret                    | Lied Musik (M) und Text (T)                                                             | Sprache                           | Übersetzung (Inoffiziell)    | Zuschauerstimmen (Televoting, SMS & App) | Zuschauerstimmen (Televoting, SMS & App) | Zuschauerstimmen (Televoting, SMS & App) | Zuschauerstimmen (Televoting, SMS & App) |
| Platz | Startnr. | Interpret                    | Lied Musik (M) und Text (T)                                                             | Sprache                           | Übersetzung (Inoffiziell)    | Runde 1                                  | Runde 2                                  | Gesamt                                   | %                                        |
| ----- | -------- | ---------------------------- | --------------------------------------------------------------------------------------- | --------------------------------- | ---------------------------- | ---------------------------------------- | ---------------------------------------- | ---------------------------------------- | ---------------------------------------- |
| 1.    | 6        | Anton Ewald                  | Begging M/T: Fredrik Kempe, Anton Malmberg Hård af Segerstad                            | Englisch                          | Betteln                      | 66.965                                   | 31.696                                   | 98.661                                   | 19,29 %                                  |
| 2.    | 1        | Robin Stjernberg             | You M/T: Linnea Deb, Joy Deb, Joakim Harestad Haukaas, Robin Stjernberg                 | Englisch                          | Du                           | 58.025                                   | 35.535                                   | 93.560                                   | 18,29 %                                  |
| 3.    | 8        | Martin Rolinski              | In And Out Of Love M/T: Thomas G:son, Andreas Rickstrand                                | Englisch                          | In und aus der Liebe         | 51.997                                   | 35.787                                   | 87.764                                   | 17,16 %                                  |
| 4.    | 4        | Behrang Miri                 | Jalla Dansa Sawa M/T: Behrang Miri, Anderz Wrethov, Firas Razak Tuma, Tacfarinas Yamoun | Schwedisch, Französisch, Arabisch | Steh auf und tanze           | 56.165                                   | 29.618                                   | 85.734                                   | 16,76 %                                  |
| 5.    | 5        | Erik Segerstedt & Tone Damli | Hello Goodbye M/T: Robin Fredriksson, Mattias Larsson, Måns Zelmerlöw                   | Englisch                          | Hallo Abschied               | 42.425                                   | 28.098                                   | 70.523                                   | 13,79 %                                  |
| 6.    | 3        | Caroline af Ugglas           | Hon har inte M/T: Caroline af Ugglas, Heinz Liljedahl                                   | Schwedisch                        | Sie hat nicht                | 35.234                                   | –                                        | 35.234                                   | 06,89 %                                  |
| 7.    | 7        | Cookies 'N' Beans            | Burning Flags M/T: Fredrik Kempe                                                        | Englisch                          | Brennende Flaggen            | 25.826                                   | –                                        | 25.826                                   | 05,05 %                                  |
| 8.    | 2        | Eric Gadd                    | Vi kommer aldrig att förlora M/T: Eric Gadd, Thomas Stenström, Jacob Olofsson           | Schwedisch                        | Wir werden niemals verlieren | 14.164                                   | –                                        | 14.164                                   | 02,77 %                                  |

|  | Duelle                               |                        |  | Finale |
|  |                                      |                        |  |        |
|  |                                      |                        |  |        |
|  |                                      |                        |  |        |
|  | Behrang Miri – Jalla Dansa Sawa      |                        |  |        |
|  |                                      |                        |  |        |
|  | Anton Ewald – Begging                |                        |  |        |
|  | Anton Ewald – Begging                |                        |  |        |
|  |                                      |                        |  |        |
|  |                                      | Robin Stjernberg – You |  |        |
|  | Robin Stjernberg – You               |                        |  |        |
|  |                                      |                        |  |        |
|  | Martin Rolinski – In And Out Of Love |                        |  |        |

 Kandidat hat sich für das Finale qualifiziert.

## Finale

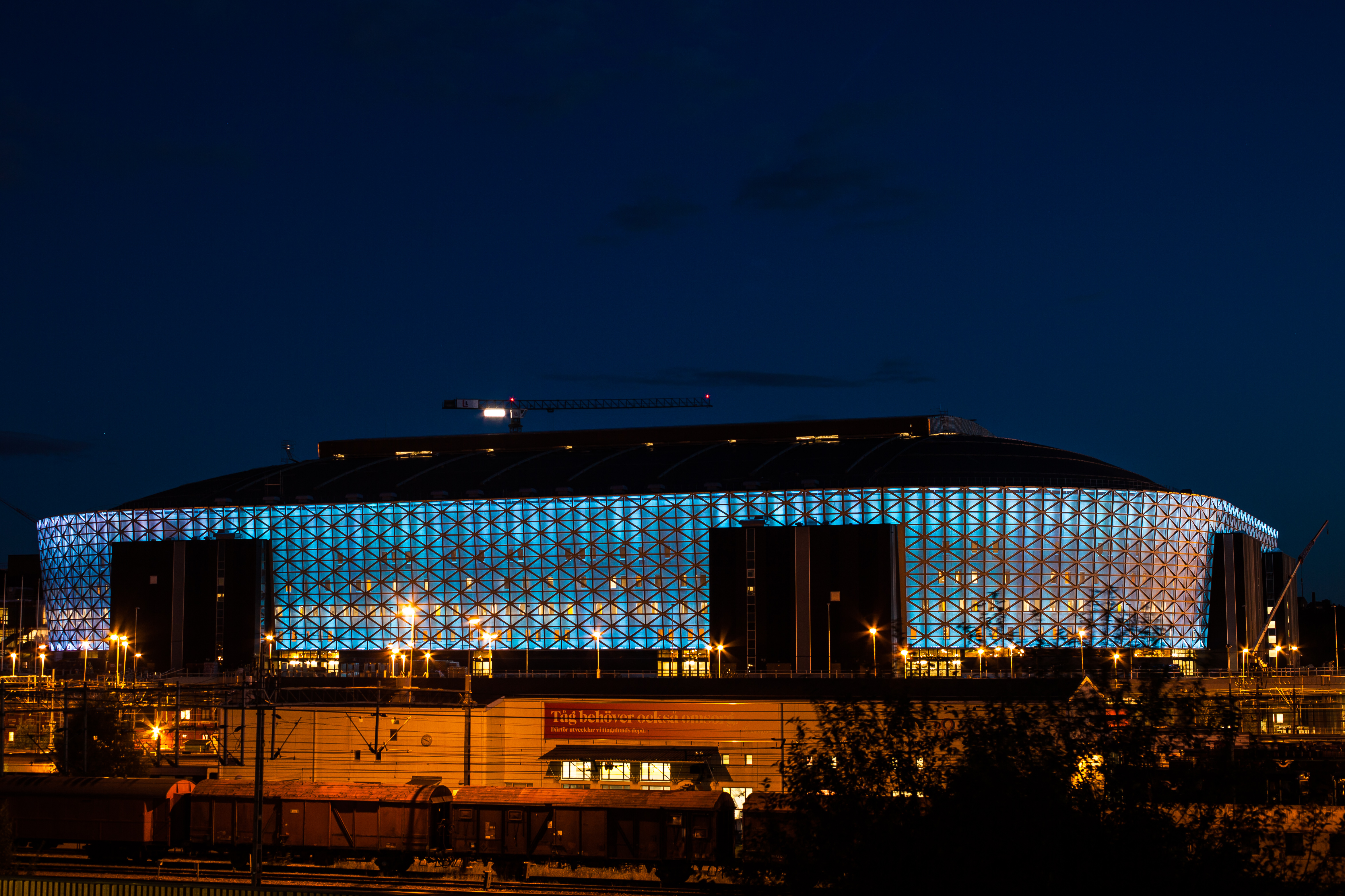
Friends Arena

Das Finale (Finalen) fand am 9. März 2013 um 20:00 Uhr (MEZ) in der Friends Arena in Stockholm statt.
| Platz | Startnr. | Interpret         | Lied Musik (M) und Text (T) | Sprache    | CY | ES | IT | IS | MT | UA | IL | FR | GB | HR | DE | Jury Gesamt | Zuschauerstimmen (Televoting, SMS & App) | Zuschauerstimmen (Televoting, SMS & App) | Zuschauerstimmen (Televoting, SMS & App) | Gesamt |
| Platz | Startnr. | Interpret         | Lied Musik (M) und Text (T) | Sprache    | CY | ES | IT | IS | MT | UA | IL | FR | GB | HR | DE | Jury Gesamt | Stimmen                                  | %                                        | Punkte                                   | Gesamt |
| --- | -------- | ----------------- | --- | ---------- | -- | -- | -- | -- | -- | -- | -- | -- | -- | -- | -- | ----------- | ---------------------------------------- | ---------------------------------------- | ---------------------------------------- | ------ |
| 01. | 9        | Robin Stjernberg  | You M/T: Linnea Deb, Joy Deb, Joakim Harestad Haukaas, Robin Stjernberg                                                                                    | Englisch   | 1  | 8  | 10 | 12 | 8  | 10 | 12 | 10 | –  | 12 | 8  | 91          | 259.101                                  | 15,1 %                                   | 075                                      | 166    |
| 02. | 10       | YOHIO             | Heartbreak Hotel M: Johan Fransson, Tobias Lundgren, Tim Larsson, Henrik Göranson; T: Yohio, Johan Fransson, Tobias Lundgren, Tim Larsson, Henrik Göranson | Englisch   | 10 | 1  | 2  | –  | 4  | 4  | 1  | –  | 2  | 6  | –  | 30          | 356.080                                  | 21,1 %                                   | 103                                      | 133    |
| 03. | 1        | Ulrik Munther     | Tell The World I'm Here M/T: Thomas G:son, Peter Boström, Ulrik Munther                                                                                    | Englisch   | 6  | 6  | 12 | 8  | 6  | 2  | –  | 12 | 12 | 8  | 10 | 82          | 154.334                                  | 09,4 %                                   | 044                                      | 126    |
| 04. | 4        | Anton Ewald       | Begging M/T: Fredrik Kempe, Anton Malmberg Hård af Segerstad                                                                                               | Englisch   | 8  | –  | –  | 10 | 10 | 1  | 2  | –  | 4  | 10 | 4  | 49          | 206.131                                  | 12,5 %                                   | 059                                      | 108    |
| 05. | 5        | Louise Hoffsten   | Only The Dead Fish Follows The Stream M/T: Louise Hoffsten, Sandra Bjurman, Stefan Örn                                                                     | Englisch   | 2  | 12 | 6  | –  | –  | –  | 4  | 6  | –  | –  | 6  | 36          | 171.202                                  | 10,4 %                                   | 049                                      | 085    |
| 06. | 8        | Sean Banan        | Copacabanana M/T: Ola Lindholm, Sean Samadi (Sean Banan), Hans Blomberg, Joakim Larsson                                                                    | Schwedisch | 12 | –  | 8  | –  | 1  | –  | –  | 4  | 10 | 2  | –  | 37          | 142.288                                  | 08,7 %                                   | 041                                      | 078    |
| 07. | 6        | Ralf Gyllenhammar | Bed On Fire M/T: Ralf Gyllenhammar, David Wilhelmsson | Englisch   | –  | –  | 1  | 6  | –  | 12 | 6  | –  | 8  | –  | –  | 33          | 140.398                                  | 08,5 %                                   | 040                                      | 073    |
| 08. | 2        | David Lindgren    | Skyline M/T: Fernando Fuentes, Henrik Nordenback, Christian Fast                                                                                           | Englisch   | 4  | 4  | –  | 2  | 12 | 6  | 8  | 8  | –  | 1  | 12 | 57          | 042.896                                  | 02,6 %                                   | 12                                       | 069    |
| 09. | 3        | State of Drama    | Falling‘ M/T: Göran Werner, Sebastian Hallifax, Emil Gullhamn, James Hallifax                                                                              | Englisch   | –  | 10 | 4  | 4  | 2  | 8  | 10 | 1  | 6  | 4  | 1  | 50          | 061.462                                  | 03,7 %                                   | 018                                      | 068    |
| 10. | 7        | Ravaillacz        | En riktig jävla schlager M/T: Kjell Jennstig, Leif Goldkuhl, Henrik Dorsin                                                                                 | Schwedisch | –  | 2  | –  | 1  | –  | –  | –  | 2  | 1  | –  | 2  | 08          | 110.736                                  | 06,7 %                                   | 032                                      | 040    |
| Jury-Punktesprecher |          |                   | |            |    |    |    |    |    |    |    |    |    |    |    |             |                                          |                                          |                                          |        |
| - – Klitos Klitou - – Federico Llano-Sabugueiro - – Nicola Caligiore - – Jónatan Gardarsson - – Chiara Siracusa - – Gina Dirawi - – Alon Amir - – Bruno Berberes - – Simon Proctor - – Aleksandar Kostadinov - – Torsten Amarell |          |                   | |            |    |    |    |    |    |    |    |    |    |    |    |             |                                          |                                          |                                          |        |